# 河西之战 (西汉)
河西之战是於公元前121年（汉武帝元狩二年）发生于河西走廊的两次纵深突袭战役，汉朝军队在此役中夺得匈奴的河西走廊。在霍去病的率领下，西汉军队取得决定性胜利。
河南之战、漠南之战之后，伊稚斜单于和右贤王远逃大漠以北，河西地区只剩下休屠王、浑邪王。前121年春，汉武帝命票骑将军霍去病率一万骑兵，从陇西郡（治所在狄道县，今甘肃省临洮县）出发北击匈奴。渡过狐奴水（今甘肃石羊河），经过五个王国，转战六天，越过焉支山（甘肃山丹县东南大黄山）出一千余里，杀匈奴折兰王，斩卢侯王，俘获浑邪王的王子及相国、都尉，其斩首俘获匈奴军士八千九百余人，并夺得休屠王用以祭祀上天的金人。汉军损失了十分之七。汉武帝下诏，增霍去病食邑二千户。
夏，霍去病与合骑侯公孙敖率领数万骑兵同时从北地郡（治所在马岭县，今甘肃省庆阳市西北）分两路出击匈奴，卫尉张骞、郎中令李广也同时从右北平郡（治所在平刚县，今辽宁省凌源县西南）分路出击，牵制左贤王。李广率四千骑兵为先锋，距大部队约数百里，张骞率骑兵万余人殿后。匈奴左贤王率骑兵四万，将李广率领的先头部队包围。李广命儿子李敢率领数十名骑兵直穿敌阵，从敌阵左右冲出后返回。李广命部下面对敌军列成圆形战阵，匈奴兵向汉军阵地猛攻，箭如雨下，汉军阵亡过半，箭也将尽。李广令部下拉满弓弦，不发射，他亲自用大黄强弓一连射死几名匈奴将领，匈奴攻势才渐渐缓和下来。第二天，汉军再次力战，消灭的敌人超过己方的损失。张骞的大军赶到，匈奴军撤围而去。汉军无力追击，撤兵而还。据汉律：博望侯张骞贻误军机，应处死，赎身后成为平民。李广功过相抵，没有封赏。
票骑将军霍去病深入匈奴二千余里，与迷失方向的公孙敖失去联络，未能会师。但霍去病率领部队跨越居延海（今内蒙古额济纳旗北），向西南沿弱水（今甘肃省纳林河）经过小月氏（今甘肃省敦煌市南湖镇旧关遗址西南），向东抵达祁连山（今甘肃省肃南裕固族自治县中部），生擒单桓、酋涂二王，丞相、都尉率众二千五百人投降，斩杀30200人，俘获小王七十余人。汉军损失了十分之三。汉武帝为霍去病增加食邑五千户，封其部下有功将领鹰击司马赵破奴为从票侯，校尉高不识为宜冠侯，校尉仆多为渠侯。合骑侯公孙敖因中途逗留，未能与霍去病会合，本应处斩，赎身后成为平民。
浑邪王、休屠王被汉军擒杀了好几万人，单于十分生气，想将他们召到王庭处死。浑邪王与休屠王计划投降汉朝，汉武帝担心他们是用诈降手段偷袭边塞，便命霍去病率兵前往迎接。休屠王对降汉后悔，浑邪王将他杀死，吞并其部众。霍去病渡黄河，与浑邪王所部遥遥相望。浑邪王部下见到汉军，很多人不愿投降而逃走。霍去病纵马驰入浑邪王大营，与他相见，将他企图逃跑的部下八千人斩杀，又派浑邪王一人乘传车前去面见武帝。同时命其部下全部渡过黄河，投降的四万余人，号称十万。浑邪王到长安，汉武帝封为漯阴侯，食邑一万户，其部下小王呼毒尼等四人全都被封为列侯。又增加霍去病食邑一千七百户。休屠王太子金日磾和他的母亲阏氏、弟弟金伦都被罚为官府奴隶，派到属于少府管辖的黄门养马。
汉武帝将归降的浑邪王部属分别迁徙到沿边五郡的旧要塞之外，全部在黄河以南，保持他们原有的风俗习惯，设立五个“属国”。从此，金城河西岸，傍南山直到盐泽一带，便没有了匈奴人。同年，汉朝在此地置酒泉郡。元鼎六年（前111年）分酒泉郡东部置张掖郡，分酒泉郡西部置敦煌郡。太初四年（前101年）以休屠王领地为武威郡。